# Советская фантастика

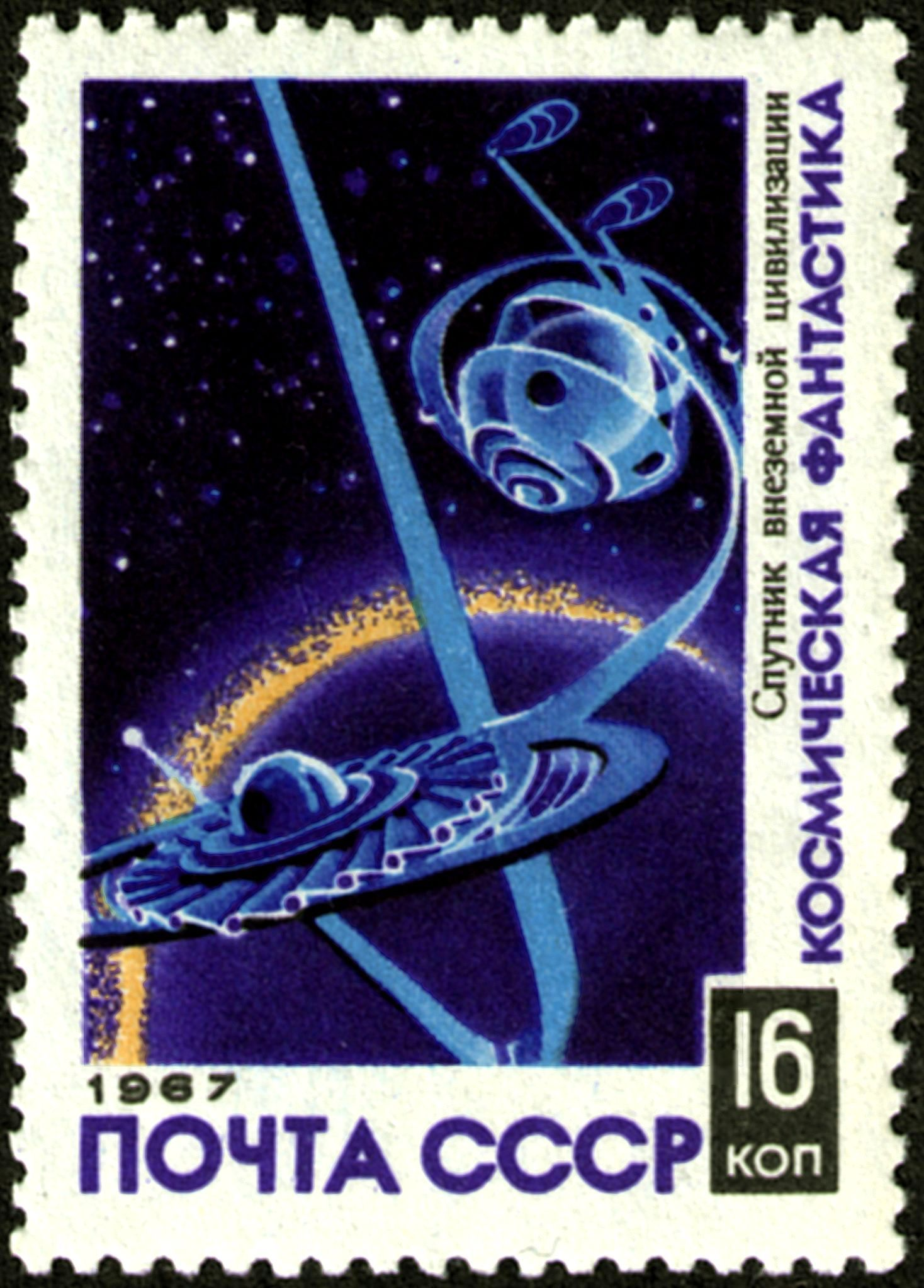
Космическая фантастика. Спутник внеземной цивилизации, художник Андрей Соколов, почтовая марка СССР, 1967

Советская фантастика — произведения писателей в фантастическом жанре, творчество которых пришлось на советский период (1920—1980-е годы), а также прочее творчество (фильмы, живопись и т. д.) аналогичного жанра и периода.

## Советская фантастическая литература
В 1920-е годы в СССР происходил бум научной фантастики. Советская фантастика 1920-х годов очень разнообразна. К ней относятся и строго «научная» (В. Обручев, К. Циолковский), и авантюрно-приключенческая фантастика с сильным ироническим подтекстом или с сатирическим переосмыслением фантастического допущения, порой носящая характер пародии или автопародии (В. Катаев, М. Шагинян, И. Эренбург, В. Гончаров, Я. Окунев, Б. Лавренёв, Вс. Иванов, В. Шкловский, А. Беляев, Л. Рубус, Н. Муханов, В. Гончаров, С. Беляев), и социальная фантастика (В. Итин, Я. Окунев, Б. Лавренёв, Б. Ясенский, Э. Зеликович, А. Беляев, В. Гончаров).
Опубликованный в 1923 году роман А. Н. Толстого «Аэлита» надолго стал эталоном русской социально-фантастической прозы. Ярким представителем фантастики 1910—1920-х годов был А. Грин, проза которого хотя и с трудом поддаётся жанровой классификации, но ряд её особенностей позволяет отнести писателя к числу основоположников фэнтези. К социально-критической фантастике относятся произведения М. Булгакова, Е. Замятина, А. Платонова, в творчестве которых получил развитие жанр антиутопии.
Во второй половине 1930-х годов в советской фантастической литературе часто присутствовала тема будущей войны, при этом в произведениях такого рода (П. Павленко, Н. Шпанова, С. Беляева, Г. Адамова, Н. Автократова) преобладали бодряческие настроения, описывались быстрые решающие победы. Авторы таких произведений не смогли предугадать трагедию Великой Отечественной войны и, как впоследствии отмечал В. Ревич, «психологически разоружали советский народ перед лицом смертельной опасности».
Ко времени конца 1940-х — начала 1950-х относится расцвет в советской фантастике «фантастики ближнего прицела», истоки которой — в романе «Подводные земледельцы» А. Беляева (1930) и к представителям которой относятся в том числе В. Немцов, В. Сытин, В. Сапарин, В. Охотников.
Послевоенная эпоха и надвигающаяся космическая эра обозначили великий перелом в советской фантастической литературе, связанный в первую очередь с именами Ивана Ефремова и братьев Стругацких. В частности, Ефремов пишет утопию «Туманность Андромеды» (1957), явившуюся предвестником нового этапа развития советской фантастики, послужившую одним из толчков, пробуждающих сознание советского человека, и одной из отправных точек начавшейся в 1960-е годы перестройки его мышления. Этот роман воплощает собой новый подход к научной фантастике: в центре внимания теперь находится Человек и его насущные проблемы:56. Стругацкими написана утопия «Полдень, XXII век» (1961), задуманная, по их собственным словам, «как полемика и дерзкая попытка соревнования» с автором «Туманности Андромеды»:225—226.
К новому поколению фантастов, дебютировавших вскоре после первой публикации «Туманности Андромеды», относятся братья Стругацкие, А. Днепров, Г. Альтов, В. Журавлёва, С. Гансовский, В. Савченко, А. Громова, И. Варшавский, К. Булычёв, В. Михайлов, Д. Биленкин, Е. Войскунский и И. Лукодьянов, М. Емцев и Е. Парнов, В. Колупаев, О. Ларионова, В. Крапивин, А. Мирер, С. Снегов, С. Павлов, Г. Гор и др.
Одним из признаков советской фантастики 1960-х годов явился, по формулировке А. Ф. Бритикова, тематический «взрыв»: писатели стали обращаться к самым различным темам, что особенно было заметно по контрасту с преобладавшей недавно «фантастикой ближнего прицела». Распространение получили такие темы, как природа времени и парадоксы пространства — времени, антигравитация, пришельцы из космоса и космические путешествия, сверхсветовые скорости, свёртывание пространства, превращение пространства в вещество и наоборот, искусственное управление эмоциями, телепатия, биология будущего, искусственный интеллект и др. Углубляется содержание произведений; начинает преобладать социально-философская проблематика. Начиная с 1960-х годов к соцреалистическим по своей сути темам «светлого будущего», «нового человека», вселенского братства разумов авторы социальной фантастики начинают прибегать всё реже и реже, а в рамках этих тем существенно смещают акценты. На первом плане оказались такие проблемы, как отсутствие понимания между различными типами интеллекта, беззащитность человека перед непостижимой сложностью бытия, негативные варианты развития цивилизации.
Одним из следствий критической позиции авторов научной фантастики последних десятилетий советского времени явилась возросшая роль иронии и гротеска, сатиры на современность, скрытых нападок на официальные догмы, пародирования штампов «классической» научной фантастики. Научная фантастика на долгое время стала удобной формой «эзопова языка» для десятков писателей: с помощью её можно было свободно освещать проблемы окружающей реальности, чего не могли себе позволить писатели-«реалисты». В частности, начиная со второй половины 1960-х годов усилилась иносказательность произведений Стругацких. В их повестях «Улитка на склоне», «Второе нашествие марсиан», «Гадкие лебеди», романе «Град обреченный» ощутима социально-критическая направленность: в них присутствуют темы взаимоотношений интеллигенции и власти, свободы творчества в условиях диктатуры, губительной для общества бюрократии и др.
В 1970—1980-е годы в развитии советской фантастики происходит застой, сочетающийся, тем не менее, с активным поиском новых художественных принципов и форм, которые получили дальнейшую разработку уже в постсоветское время. Представители этого поколения советской фантастики (так называемая четвёртая волна) часто не могли пробиться к читателю десятилетиями. Однако четвёртая волна расширила тематическое пространство русской фантастики, привнесла элементы сюрреализма и других направлений, ориентировалась на новейшие тенденции западной фантастики, включая киберпанк. Во второй половине 1980-х годов социальная фантастика в творчестве представителей четвёртой волны отличалась от литературы основного потока намного меньше, чем фантастика два десятка лет назад. Арсенал художественных средств писателей этой волны мало отличался от художественных средств писателей мэйнстрима. Представителями четвёртой волны являются Святослав Логинов, Вячеслав Рыбаков, Андрей Столяров, Андрей Лазарчук, Любовь и Евгений Лукины, Борис Штерн, Михаил Успенский, Далия Трускиновская, Эдуард Геворкян, Далия Трускиновская,Владимир Покровский, Виталий Бабенко, Александр Бачило, Дмитрий Биленкин, Юрий Брайдер и Николай Чадович, Александр Бушков, Михаил Веллер, Людмила Козинец, Алан Кубатиев, Антон Молчанов:56, Андрей Саломатов, Андрей Измайлов, Лев Вершинин и другие. Иногда к представителям четвёртой волны также причисляют Геннадия Прашкевича, Андрея Балабуху, Василия Головачёва.

### Литературные премии
В СССР редакция журнала «Уральский следопыт» совместно с Союзом писателей РСФСР организовала фестиваль и учредила премию «Аэлита» за успешную творческую деятельность и большой вклад в развитие русскоязычной фантастики. За советский период лауреатами премии «Аэлита» стали десятки талантливых писателей.
В советское время также были учреждены следующие премии писателям-фантастам:
- премия им. И. Ефремова (вручается с 1987 года);
- премия «Старт» (вручается с 1989 года).

## Советская кинофантастика
Один из первых советских фильмов, соответствовавший признакам научной фантастики, — «Космический рейс» В. Н. Журавлёва, посвящённый советской экспедиции на Луну, которая, согласно фильму, должна была состояться в 1946 году.
Начиная с середины 1950-х годов на киноэкраны выходят успешные фантастические фильмы: «Тайна двух океанов», «Планета бурь», «Человек-амфибия», «Петля Ориона» и многие другие. Неудачной оказалась экранизация «Туманности Андромеды» И. Ефремова. «Дорога к звёздам», «Луна», «Марс» П. В. Клушанцева представляют собой научно-популярные фильмы, но в них присутствуют футуристические эпизоды, игровая реконструкция с участием актёров и спецэффекты.
Андрей Тарковский снял фильмы «Солярис» по одноимённому роману С. Лема и «Сталкер» на основе повести А. и Б. Стругацких «Пикник на обочине». В 1970-е годы Р. Н. Викторов создал ряд популярных кинофантастических фильмов: «Отроки во Вселенной», «Москва — Кассиопея», «Через тернии к звёздам». Были также сняты анимационные фильмы «Контакт» (режиссёр В. И. Тарасов по сценарию Стругацких), «Тайна третьей планеты» (режиссёр Р. А. Качанов по произведениям Кира Булычёва).

## Фантастика и телевидение
Первым советским телеспектаклем в жанре научной фантастики считается «Верный робот», снятый И. Рассомахиным по произведению Станислава Лема на Ленинградской студии телевидения. В середине 1960-х годов в Ленинграде была инсценирована первая часть повести «Понедельник начинается в субботу» Стругацких.
В 1968 году Б. Э. Ниренбургом был инсценирован роман С. Лема «Солярис». С начала 1970-х годов периодически снимались многосерийные фантастические телефильмы, в основном для детей и юношества: «Капитан Немо», «Приключения Электроника», «Гостья из будущего», «Крик дельфина».
В 1970—1980-е годы на советском телевидении транслировались сначала телевикторина, затем телеальманах в программе «Этот фантастический мир». Первоначально в ходе телепередачи демонстрировались небольшие телеспектакли, а зрители должны были определить авторство и название экранизируемого произведения. Затем телевикторина сменилась телеальманахом — экранизацией произведений, авторство и название которых объявлялось в титрах.

## Советская фантастическая живопись
У истоков советской кинофантастики и фантастической живописи стоял Ю. П. Швец, создававший как работы для кинофильмов, так и оригинальные работы на космические и научно-фантастические темы. Г. И. Покровский, учёный-физик, доктор технических наук, создал ряд художественных произведений на фантастические, футурологические и космические темы. Ряд картин на космическую тематику написал космонавт Алексей Леонов, первоначально работавший в соавторстве с профессиональным художником — Андреем Соколовым.
В жанре фантастической живописи работали оформители молодёжных научно-популярных изданий: А. Н. Побединский, Н. М. Кольчицкий, Р. Авотин, сотрудничавшие с журналами «Знание — сила», «Юный техник», «Техника — молодёжи» и писавшие иллюстрации к литературным фантастическим произведениям, делавшие оформление обложек и титулов.
Значительную роль в деле консолидации художников, создававших картины на космические, футуристические и фантастические темы, сыграла редакция журнала «Техника — молодёжи», проводившая ряд тематических конкурсов фантастических картин, в которых участвовали тысячи полотен.
В СССР также периодически организовывались выставки фантастической и космической живописи, приуроченные к тем или иным знаменитым событиям. Так, в 1974 году в Баку была проведена тематическая выставка «Космос завтрашнего дня», в 1983 году в Москве — выставка «Время — Пространство — Человек».

### Комментарии
1. ↑  «Мыслями советских фантастов о чтении мыслей литературно-творческая атмосфера шестидесятых была поистине перенасыщена», — отмечает критик Владимир Ларионов .